# Liste der Kulturdenkmäler in Oberdreis
In der Liste der Kulturdenkmäler in Oberdreis sind alle Kulturdenkmäler der rheinland-pfälzischen Ortsgemeinde Oberdreis aufgeführt. Grundlage ist die Denkmalliste des Landes Rheinland-Pfalz (Stand: 9. Februar 2023).

## Einzeldenkmäler
| Bezeichnung              | Lage                          | Baujahr                            | Beschreibung                                                                           | Bild                           |
| ------------------------ | ----------------------------- | ---------------------------------- | -------------------------------------------------------------------------------------- | ------------------------------ |
| Brunnen                  | Deussenstraße, bei Nr. 8 Lage | zweite Hälfte des 19. Jahrhunderts | Pumpbrunnen, Gusseisen, zweite Hälfte des 19. Jahrhunderts                             | Fotos hochladen                |
| Evangelische Pfarrkirche | Pfarrstraße Lage              | 1792–95                            | Saalbau, 1792–95                                                                       | weitere Bilder Fotos hochladen |
| Pfarrhaus                | Pfarrstraße 3 Lage            | um 1850                            | ehemaliges Pfarrhaus, um 1850; Gesamtanlage mit Garten und straßenseitiger Einfriedung | Fotos hochladen                |